# Тетевенска духовна околия
Тетевенска духовна околия е околия и ариерейско наместничество с център град Тетевен е част от Ловчанската епархия на Българската православна църква.

## Храмове
- с. Батулци – „Св. Николай Мирликийски“ – 06. 10. 1940 г. – свещ. Цветослав Възнесениев Христов.
- с. Брусен – „Св. Николай“ – построена 1864 г., осветена 1873 г. – прот. Христо Бориславов Нинов.
- с. Български Извор – „Св. св. Кирил и Методий“ – 26. 10. 1895 г. – свещ. Вельо Иванов Йотов, моб. тел. 0887 476 943.
- с. Васильово – няма храм – прот. Павел Христов Лалев.
- с. Видраре – „Св. Параскева“ – 1862 г. – свещ. Петко Ценов Хубавенски.
- с. Гложене – „Св. Вмчк Димитър“ – 21. 09. 1919 г. – ставрофорен свещ. иконом Делчо Димитров Минкин.
- с. Брестница – „Рождество Богородично“ – 21. 09. 1910 г. – свещ. Вельо Иванов Йотов.
- с. Голям Извор – „Възнесение Господне“ – 18. 10. 1909 г. – прот. Павлин Якимов Петров.
- с. Добревци – „Св. Вмчк. Димитър“ – 25. 10. 1890 г. – прот. Павлин Якимов Петров.
- с. Джурово – „Св. Вмчк. Димитър“ – 1959 г. – свещ. Петко Ценов Хубавенски.
- с. Златна Панега – „Възнесение Господне“ – 01. 10. 1944 г. – прот. Павлин Якимов Петров.
- с. Кирчево – няма храм – свещеноик. Тодор Тодоров Драганов.
- с. Лесидрен – „Св. Вмчк. Георги“ – 1859 г. – свещ. Цветослав Възнесениев Христов, моб. тел. 0885 949 035.
- с. Лопян – „Св. Апостоли Петър и Павел“ – 02. 11. 1884 г. – прот. Христо Бориславов Нинов.
- с. М. Желязна – няма храм – свещ. Вельо Иванов Йотов.
- с. Малък Извор – „Св. св. Кирил и Методий“ – 08. 11. 1874 г. – йеромонах Нектарий (Георгиев Петров), моб. тел. 0886 557 633.

гр. Тетевен, кв. “Полатен" – “Св. Йоан Рилски Чудотворец" – 21. 10. 2007 г. – прот. Борис Петров Борисов.
- с. Равнище – „Св. Параскева“ – 1862 г. – свещ. Петко Ценов Хубавенски.
- с. Рибарица – параклис „Св. Пантелеймон“ – 1932 г. – строи се храм със същото име – прот. Павел Христов Лалев, моб. тел. 0887 516 055.
- с. Орешене – “Св. св. Козма и Дамиан" – 1935 г. – свещ. Цветослав Възнесениев Христов.
- гр. Тетевен – „Всех святих“ – 1846 г. – свещеноик. Борис Петров Борисов, моб. тел. 0887 458 908.
- гр. Тетевен – „Всех святих“ – 1846 г. – ставрофорен свещеноик. Делчо Димитров Минкин.
- гр. Тетевен – м-р “Св.прор. Илия" – ставрофорен свещеноик. Петко Илиев Дачев.
- гр. Тетевен /с. Бабинци/ – „Покров Богородичен“ – 01. 10. 2005 г. – свещеноик. Борис Петров Борисов.
- с. Черни Вит – „Успение Богородично“ – 1934 г. – свещеноик. Борис Петров Борисов.
- гр. Ябланица – „Света Троица“ – 08. 11. 1940 г. – прот. Павлин Якимов Петров, моб. тел. 0888 844 768.